# Wolfgang Kaunzner
Wolfgang Kaunzner (* 26. Juli 1928 in Saaz, Tschechoslowakei; † 10. März 2017 in Regensburg) war ein deutscher Mathematikhistoriker.

## Leben
Kaunzner wurde 1954 an der Ludwig-Maximilians-Universität München bei Kurt Vogel promoviert (Das Rechenbuch des Johann Widmann von Eger. Seine Quellen und seine Auswirkungen). Er war 1957 bis 1960 Laboringenieur bei Siemens und dann Professor an der Fachhochschule Regensburg, wo er unter anderem Mathematik lehrte und 1990 emeritierte.
Er befasste sich insbesondere mit frühen deutschen Algebra-Büchern (Coss) und Rechenbüchern sowie frühneuzeitlichen mathematischen Handschriften, unter anderem von Christoph Rudolff, Adam Riese, Heinrich Schreiber, Johannes Widmann, und über die mathematischen Schriften von Johannes Kepler.
Er war Mitglied der Sudetendeutschen Akademie der Wissenschaften und Künste und korrespondierendes Mitglied der Académie internationale d’histoire des sciences.

## Schriften
- Adam Ries im Spiegel seiner algebraischen Handschriften. Schriften des Adam Ries Bundes, Annaberg-Buchholz, Band 10, 1998.
- mit Röttel: Christoff Rudolff aus Jauer in Schlesien. Polygon Verlag, 2006.
- Zur Entwicklung der Mathematik im 16. Jahrhundert. in Menso Folkerts, U. Lindgren (Hrsg.) Mathemata: Festschrift für Helmuth Gericke. Steiner, Wiesbaden 1985, S. 247–264.
- Herausgeber mit Hans Wußing: Coß von Adam Ries. Teubner, Stuttgart/Leipzig  1992.
- Über Johannes Widmann von Eger. Ein Beitrag zur Geschichte der Rechenkunst im ausgehenden Mittelalter. Veröffentlichungen des Forschungsinstituts des Deutschen Museums für die Geschichte der Naturwissenschaften und der Technik, Serie C, Nr. 4, 1968.
- Deutsche Mathematiker des 15. und 16. Jahrhunderts und ihre Symbolik. Ein Brückenschlag in der Mathematik vom Altertum zur Neuzeit. Veröffentlichungen des Forschungsinstituts des Deutschen Museums für die Geschichte der Naturwissenschaften und der Technik, Serie A, Nr. 90, 1971.